# Trung An (phường)
Trung An là một phường thuộc tỉnh Đồng Tháp, Việt Nam.

## Địa lý
Phường Trung An có vị trí địa lý:
- Phía đông giáp phường Đạo Thạnh.
- Phía tây giáp xã Long Hưng
- Phía nam giáp phường Thới Sơn và xã Kim Sơn.
- Phía bắc giáp xã Châu Thành.

Phường Trung An có diện tích 23,38 km², dân số năm 2025 là 70.479 người, mật độ dân số đạt 3.014 người/km².

## Lịch sử
Theo Nghị quyết số 60-NQ/TW ngày 12 tháng 4 năm 2025 của Ban Chấp hành Trung ương Đảng khóa XIII, tỉnh Tiền Giang và tỉnh Đồng Tháp được hợp nhất thành tỉnh Đồng Tháp. Nghị quyết số 1663/NQ-UBTVQH15 ngày 16 tháng 6 năm 2025 đã sắp xếp lại các đơn vị hành chính cấp xã, trong đó phường Trung An được thành lập trên cơ sở sáp nhập Phường 10, xã Phước Thạnh và xã Trung An thuộc khu vực trước đây là thành phố Mỹ Tho

## Các tuyến đường chính
- Quốc lộ 1A
- DT.870
- Phạm Hùng (DT.870B)
- Ngô Gia Tự (DT.864)
- Nguyễn Công Bình
- Trần Văn Hiển
- Đoàn Thị Nghiệp
- Phùng Há
- Đoàn Giỏi
- Huyện 93
- Huyện 94
- Huyện 95

## Các địa điểm nổi bật

### Chợ
- Chợ Trung An

### Trường học
- Trường Tiểu học Trung An
- Trường THCS Trung An
- Trường THCS Bình Đức
- Trường THPT Chuyên Tiền Giang

### Địa điểm khác
- Khu công nghiệp Mỹ Tho
- Cụm công nghiệp Trung An

## Hình ảnh

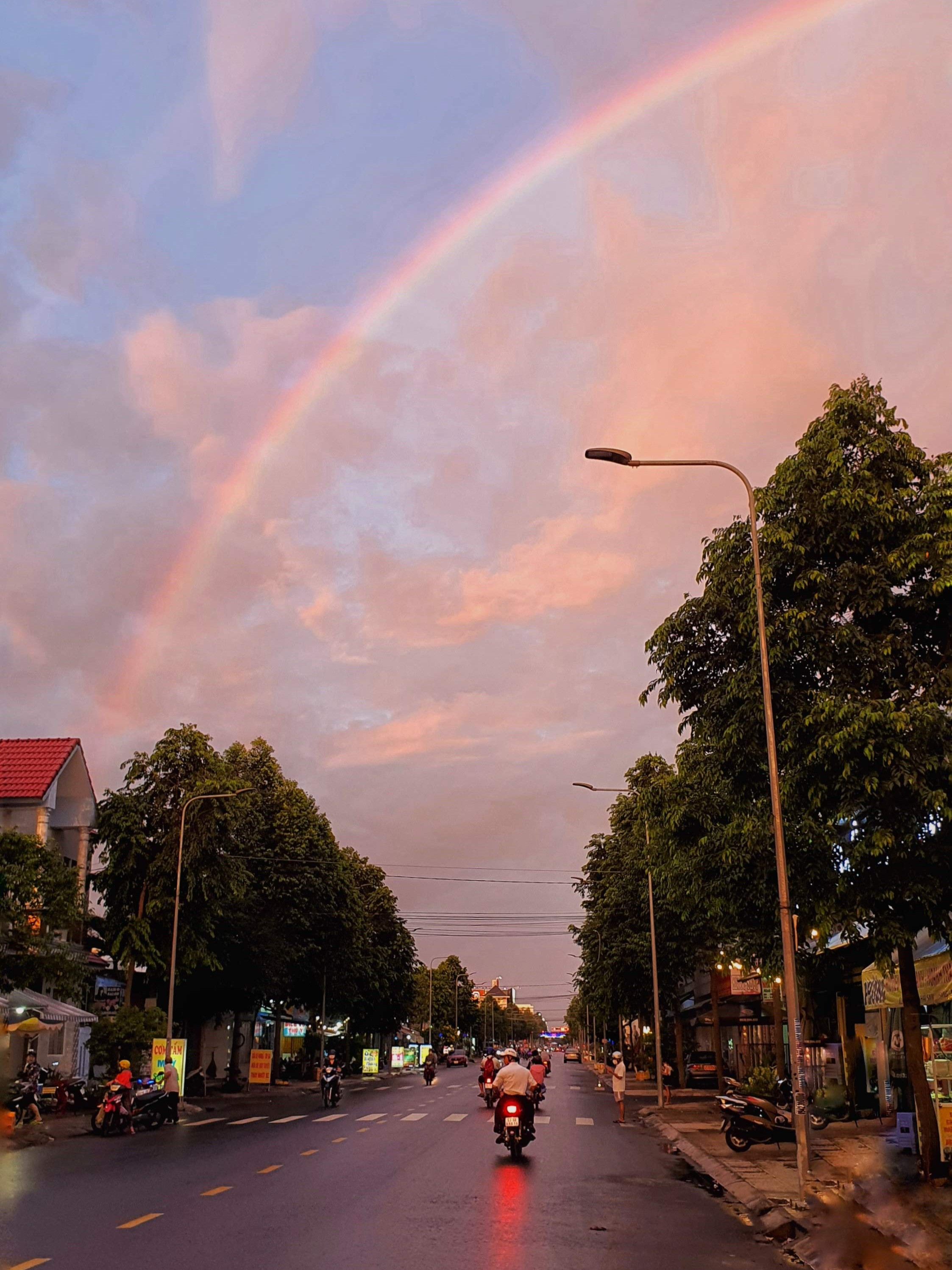
Đường Nguyễn Công Bình.